# Ciudad metropolitana de Bari
La ciudad metropolitana de Bari (en italiano, città metropolitana di Bari) es un ente local italiano de la región Apulia, en el sur del país. Su capital es la ciudad de Bari. Desde el 1 de enero de 2015 ha reemplazado a la provincia de Bari.
Posee un área de 3825 km², y una población total de 1.261.964 habitantes (2014). Desde 2004 la actual Ciudad metropolitana de Bari (en ese entonces, provincia de Bari) consta de 41 comunas debido a que 7 de ellas se separaron y constituyeron la actual provincia de Barletta-Andria-Trani junto a otras 3 comunas de la provincia de Foggia.

## Municipios metropolitanos
- Acquaviva delle Fonti
- Adelfia
- Alberobello
- Altamura
- Bari (capital)
- Bitetto
- Bitonto
- Capurso
- Casamassima
- Castellana Grotte
- Conversano
- Corato
- Gioia del Colle
- Giovinazzo
- Gravina in Puglia
- Grumo Appula
- Locorotondo
- Modugno
- Mola di Bari
- Molfetta
- Monopoli
- Noci
- Noicattaro
- Palo del Colle
- Polignano a Mare
- Putignano
- Rutigliano
- Ruvo di Puglia
- Santeramo in Colle
- Terlizzi
- Triggiano
- Turi
- Valenzano